# Bartlett Inlet
Bartlett Inlet är en vik i Antarktis. Den ligger i Västantarktis. Nya Zeeland gör anspråk på området.